# Bíró Ákos
Csíkpálfalvi Bíró Ákos (Nagykároly, 1911. április 11. – Mougins, 2002. február) francia emigráns erdélyi magyar festőművész.

## Élete

### Fiatalkora (1911–1937)
Textilkereskedelemmel foglalkozó kisnemesi családban született. Már gyermekkorában nagy vonzalmat és tehetséget tanúsított a festészet iránt. Még idős korában is emlékezett annak a festékesdoboznak a szagára, amit nagybátyja adott neki, és a rajzceruzákra, amelyek a cédrusfa illatát ontották. Később a festék illata, a mesterei műhelyében, mindig elbódította.
Tízéves kora körül kezdte másolni színes ceruzával kis mesterek műveit. Ha szülővárosa nem volt is érdekes művészileg, a környező falvak folklórban gazdagok voltak. Magyar, román, sváb és cigány települések sajátos jellegével, ünnepeivel, színeivel szívhatta fel magába a népművészet gazdagságát. Ünnepek, zene, tánc, szüret, utak lovaskocsival a parkkal körülvett nagy vidéki házakhoz, vízimadarakban gazdag tavak, bivalyok, tehenek, szőrén ült lovak gazdagították a jövőbeni festő emlékvilágát. Tizenhárom éves korában szakadás volt életében, amikor szüleivel a románná vált Erdélyt elhagyva, Debrecenben, a nagy protestáns alföldi városban telepedett le. A meleg és színes Erdélyből, egy nagy, modern protestáns iskola gőgös és hideg új környezetében találta magát. Ott a rajzműhelybe járt és gipszszobrok után dolgozott. A döntő lökést a festészet felé Békéscsaba adta, ahol az érettségi év alatt a nagynénjénél lakott és a rajztanárával találkozott, aki később a barátja lett. Csodálattal és tisztelettel adózott a férfinak és tanárnak, aki a mesterség szeretetével, odaadással nemcsak a tanítványai művészi érzékenységét, hanem gondolkodását és erkölcsösségét is képezte.

## Feleségével (1937–1944)

### Dél-Franciaországban (1949–2002)
1949-ben elutazott a dél-franciaországi Marseille-be. Egy portré festése során beleszeretett Provence-ba, és szobát bérelt a Bertrand családnál, La Colette-ben, Mougins-ben. Gyakran visszatért, amíg 1970-ben véglegesen oda nem költözött. Elbűvölték Provence színei, és festészetében egyre fontosabbá váltak. Hosszú ideig volt egy figurális korszaka, de az 1950-es években egyre nagyobb szabadságot keresett a téma ábrázolásában, leválva a természeti valóságról és elkezdve hosszú küzdelmét az akadémiai kényszerzubbony levetésére. Vizsgálta a különböző kifejezési technikákat és azt állította, egyre inkább a tudattalan impulzusok a döntőek, a témát csak arra kell használni, hogy megjöjjön az ihlet. Minden nap más, és nehéz megérteni a művészeket, akik azt mondják, hogy megtalálták az utat, a stílusuk ismétlődő és másolják magukat. Ez adott neki rövidebb-hosszabb időszakokra széles körű tapasztalatot.
Nagyon érzékeny volt a környezetére, az országokra, amelyeken átutazott, az emberekre, akikkel találkozott. Azt mondta, hogy az ő montparnasse-i műtermét sok festő használta már, és úgy érezte, a munkája könnyebb nekik köszönhetően. Ugyanez volt a helyzet nagy montmartre-i műhelyében is, ami ismert festőiskola volt. Azt is elmagyarázta, hogyan ejtette rabul egy erős kreatív rezgés, ahogy belépett Paul Cézanne szinte üres műtermébe Aix-en-Provence-ban. Érezte az óriási lehetőségeket a megújulásra, és ennek a hatalmassága előtt érzett gyötrelem lökte mindig tovább. Szerette a latin kifejezést: „Tempora mutantur, nos et mutamur in illis . - Változnak az idők, és mi velük változunk.” Kutatásait alkalmasint soha nem hagyta abba, mert neki soha semmi nem volt végleges, az újdonság mindig abban volt, amikor kinyílt az ajtó a mára.
Spirituális keresése arra késztette, hogy találkozzon Lanza del Vastóval, Gandhi tanítványával és a Bárka közösség alapítójával, amelyben hosszú ideig ő is részt vett. Számottevő információt adott át Gandhiról Németh László magyar drámaírónak az 1960-as évek végén a Gandhi című drámája elkészítésére. Az angyal válaszol szerzőjével, Mallász Gittával is találkozott, akivel rövid levelezésben is állt.
Festett portrékat Európában, az Egyesült Államokban, Kanadában, a Közel-Keleten és Indiában. Találkozott sok személyiséggel a politikai, katonai és gazdasági életből, akik festményeivel és portréival gazdagították gyűjteményüket. Azonban soha nem próbált karriert építeni, mert az függővé tette volna, s beleesett volna abba a csapdába, hogy a versenyért eladta volna a lelkét. „Biztosan szégyenletes életet éltem volna, ha karriert futottam volna be” – vallotta a fiának.
Kilencvenéves korában, Mougins-ben hunyt el, pár hónappal öntudata elvesztése után.

## Kiállításai
- 1934 : Debrecen és Békéscsaba
- 1935 : Megérkezés Párizsba
- 1939 : Rennes
- 1939 : Dinard, Kaszinó
- 1940 : Eger és Debrecen
- 1944 : Budapest, Műcsarnok
- 1945 : Budapest, Károlyi-palota
- 1948 : Párizs, Galerie Barreiro - Stiebe
- 1949 : Cannes, Galerie Martin Gruson
- 1950 : Innsbruck, Taxishof
- 1951 : Innsbruck, Unterberger
- 1951 : Párizs, Salon d’Automne
- 1952 : Párizs, Salon d'Hiver
- 1953 : Párizs, Salon du Nu
- 1955 : Párizs, Salon des Indépendants
- 1956 : Párizs, Galerie Arts et Lettres
- 1957 : Le Cannet, Mairie: The Hungarian Artists of France
- 1960 : New York, Léonard Hutton
- 1964 : LAREN Hamdorff. Kunstzaal, Hollandia
- 1965 : Zürich, Galerie Kirchgasse
- 1965 : Bern, Galerie "La Vela"
- 1966 : Montréal, Dominion Gallery
- 1966 : Roanne, pavillon de Tourisme.
- 1973 : Roanne, immeuble municipal Werlé
- 1973 : Nantes, Galerie Bourlaouën
- 1975 : Mougins, Le Lavoir
- 1975 : Nantes, Galerie Bourlaouën
- 1977 : Stuttgart, Galerie Galetzki
- 1977 : Roanne, Galerie Killikki
- 1977 : Nantes, Galerie Bourlaouën
- 1978 : Milánó, Galleria Boccioni
- 1979 : Roanne, immeuble municipal Werlé
- 1979 : Caen, hôtel d'Escovïlle.
- 1980 : Pont-à-Mousson, Centre culturel des Prémontrés
- 1988 : Mougins, musée municipal
- 1991 : Lille, galerie Delattre
- 2003 : Cabris, chapelle Sainte-Marguerite

## Fordítás
- Ez a szócikk részben vagy egészben  az   Ákos Bíró című francia Wikipédia-szócikk ezen változatának fordításán alapul.  Az eredeti cikk szerkesztőit annak laptörténete sorolja fel. Ez a jelzés csupán a megfogalmazás eredetét és a szerzői jogokat jelzi, nem szolgál a cikkben szereplő információk forrásmegjelöléseként.